# Iberisk gransanger
Iberisk gransanger (latin: Phylloscopus ibericus) er en spurvefugl, der lever på den Iberiske Halvø og i det nordvestlige Afrika.